# International Wrestling Association
A International Wrestling Association é uma promoção de wrestling situada em Porto Rico. Começou em 1994, com o promotor Victor Quiñones. Esta companhia foi membra da National Wrestling Alliance, entre 2001 e 2007. IWA foi também o território de desenvolvimento da WWE entre 1999-2001.
Tem como principal rival no Porto Rico a World Wrestling Council (WWC).

## Shows na TV
- IWA Impacto Total - Sábados às 13:00-15:00
- IWA Zona Caliente - Domingos às 10:00-11:00
- IWA Zona Impactante - Terça às 20:00-21:00

## Wrestlers revelados na IWA
- Balls Mahoney
- Crash Holly
- Deuce
- Juventud
- Super Crazy
- Tommy Dreamer
- CM Punk